# ATP Challenger Bristol
Der ATP Challenger Bristol (offiziell: Bristol Challenger) war ein Tennisturnier, das von 1990 bis 2003 jährlich in Bristol, England, stattfand. Es gehörte zur ATP Challenger Tour und wurde im Freien auf Rasen gespielt.

## Siegerliste

### Einzel
| Jahr | Sieger              | Finalgegner      | Ergebnis      |
| ---- | ------------------- | ---------------- | ------------- |
| 2003 | Massimo Dell’Acqua  | David Prinosil   | 6:4, 6:4      |
| 2002 | Karol Beck          | Alexander Peya   | 6:0, 6:3      |
| 2001 | Jamie Delgado       | Alexander Peya   | 6:3, 6:1      |
| 2000 | Andy Ram            | Julian Knowle    | 6:3, 6:3      |
| 1999 | Raemon Sluiter      | Chris Wilkinson  | 6:3, 6:7, 7:6 |
| 1998 | Denis van Uffelen   | Adriano Ferreira | 6:3, 6:2      |
| 1997 | Stefano Pescosolido | Mark Petchey     | 7:6, 7:6      |
| 1996 | Ben Ellwood         | Nick Weal        | 6:4, 6:3      |
| 1995 | Jeremy Bates        | Andrew Foster    | 6:7, 6:4, 6:3 |
| 1994 | Ross Matheson       | Arne Thoms       | 6:3, 6:4      |
| 1993 | Chris Bailey        | Mark Knowles     | 3:6, 7:5, 6:3 |
| 1992 | Patrick Baur        | Jamie Morgan     | 4:6, 7:6, 6:1 |
| 1991 | John Fitzgerald     | Peter Nyborg     | 6:3, 7:5      |
| 1990 | Christian Saceanu   | Arnaud Boetsch   | 6:3, 6:7, 6:3 |

### Doppel
| Jahr | Sieger                               | Finalgegner                      | Ergebnis        |
| ---- | ------------------------------------ | -------------------------------- | --------------- |
| 2003 | Jean-François Bachelot Nicolas Mahut | Daniel Kiernan David Sherwood    | 7:64, 5:7, 7:65 |
| 2002 | Dejan Petrović Aisam-ul-Haq Qureshi  | Daniele Bracciali Gianluca Pozzi | 6:3, 6:2        |
| 2001 | Wesley Moodie Shaun Rudman           | Gilles Elseneer Tuomas Ketola    | 6:4, 6:3        |
| 2000 | Jordan Kerr Damien Roberts           | Noam Behr Eyal Erlich            | 6:3, 1:6, 6:3   |
| 1999 | Jan-Ralph Brandt Jeff Coetzee        | Luke Bourgeois Dejan Petrović    | 6:4, 6:3        |
| 1998 | Maks Mirny Uladsimir Waltschkou      | Wayne Arthurs Ben Ellwood        | 6:4, 3:6, 7:6   |
| 1997 | nicht beendet                        | nicht beendet                    | nicht beendet   |
| 1996 | Petr Pála Andrew Richardson          | Lionel Barthez Patrick Baur      | 6:2, 6:4        |
| 1995 | Lionel Barthez Stéphane Simian       | Sander Groen Arne Thoms          | 7:5, 7:5        |
| 1994 | Pietro Pennisi Alex Rădulescu        | Massimo Bertolini Dick Norman    | 6:4, 7:5        |
| 1993 | nicht beendet                        | nicht beendet                    | nicht beendet   |
| 1992 | Darren Kirk Brent Larkham            | Kent Kinnear Peter Nyborg        | 3:6, 7:6, 6:4   |
| 1991 | Nduka Odizor Michiel Schapers        | Paul Hand Branislav Stankovič    | 4:6, 7:5, 7:6   |
| 1990 | Andrei Olchowski Olli Rahnasto       | Arnaud Boetsch Peter Nyborg      | 7:5, 6:4        |